# Svitel
Svitel (Koelreuteria) je rod rostlin z čeledi mýdelníkovité (Sapindaceae). Jsou to opadavé stromy a keře se složenými listy a květy v rozměrných vrcholových květenstvích. Plodem je tobolka. Rod zahrnuje tři druhy a je rozšířen výhradně v Asii. V České republice je jako okrasná dřevina pěstován svitel latnatý.

## Rozšíření
Svitel latnatý (Koelreuteria paniculata) se vyskytuje v Číně a Koreji, svitel dvojzpeřený (Koelreuteria bipinnata) je endemit Číny a druh Koelreuteria elegans byl popsán v roce 1952 a je znám z Tchaj-wanu a Fidži.

## Popis
Svitely jsou opadavé stromy a keře s lichozpeřenými nebo dvakrát zpeřenými listy. Květy jsou dvoustranně souměrné, oboupohlavné nebo jednopohlavné, čtyřčetné nebo pětičetné, uspořádané v rozměrných vrcholových thyrsech. Kalich bývá pětičetný, zatímco koruna je zpravidla čtyřčetná.
Tyčinek je zpravidla osm, řidčeji méně, a mají volné nitky. Semeník je srostlý ze tří plodolistů a obsahuje tři komůrky, v nichž je po dvou vajíčkách.
Plodem je tobolka obsahující tři semena.

## Zástupci
- svitel dvojzpeřený (Koelreuteria bipinnata), syn. Koelreuteria integrifolia, Koelreuteria paullinoides, Koelreuteria bipinnata var. puberula; strom dorůstající výšky 5–20 m, roste v Číně, snáší teplotu přibližně do −12 °C; je využíván jako okrasná dřevina a pro dřevo;[3] kultivar Koelreuteria bipinnata 'Integrifolia';
- Koelreuteria elegans, syn. Koelreuteria vitiensis; strom vysoký až 18 m, roste na Tchaj-wanu a Fidži; snese teplotu přibližně do −7 C;[4]
  - poddruh Koelreuteria elegans formosana roste na Tchaj-wanu;[5]
- svitel latnatý (Koelreuteria paniculata)[6]; strom výšky zpravidla 5–8 m, někdy i 18 m, roste v Číně, Koreji a na Tchaj-wanu; v dospělosti snese teplotu pod −17 °C; v mládí je náchylný k namrzání a může být napadán houbovými chorobami, nesnáší zasolení; je využíván jako okrasná dřevina a pro dřevo.[7]

## Význam
Svitel latnatý (Koelreuteria paniculata) je pěstován jako okrasná dřevina. Efektní je zejména jako solitéra. Pěstovaná varieta Koelreuteria paniculata apiculata tvoří nízký stromek se světle žlutými květy. Kultivar Koelreuteria paniculata 'Fastigiata' má vzrůst poměrně úzce sloupovitý, K. p. 'September' jehlancovitý. Svitel latnatý, varieta i kultivaty patří mezi medonosné dřeviny. Další kultivary svitelu latnatého: Koelreuteria paniculata 'Coral Sun', 'Beachmaster', 'Fastigiata', 'Golden Candle', 'Rose Lantern', 'Rosseels', 'Stadher's Hill'.